# Canoa

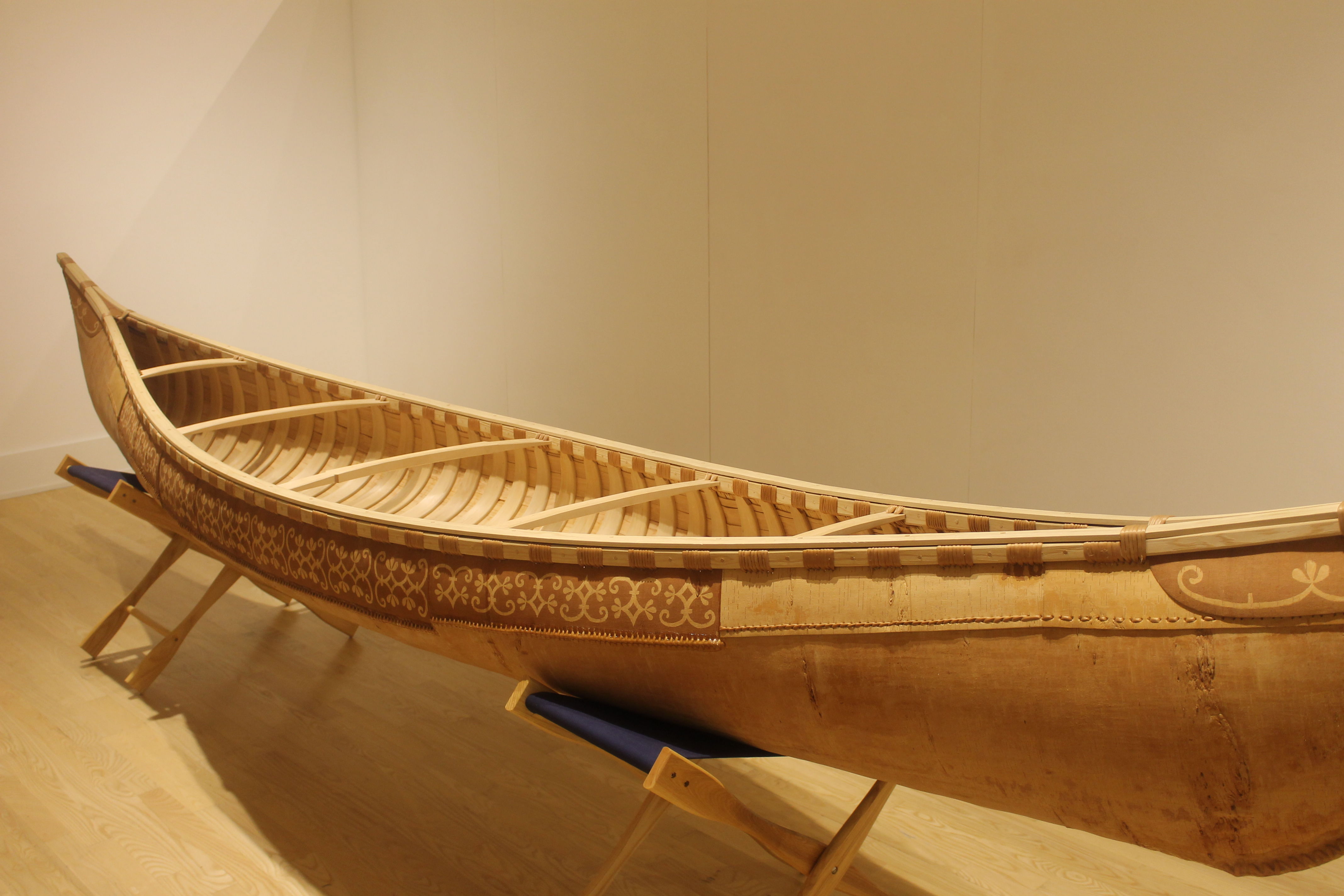
Canoa d'escorça de bedoll.

La canoa és una embarcació petita de forma allargada, habitualment és d'una peça, la proa i la popa són punxegudes, acostumen a no tenir timó ni quilla i la propulsió és a base de rems o pagaies. Entre les canoes es poden diferenciar diversos tipus com per exemple les de tipus monòxil, de buc obert (sovint construïdes a partir d'un tronc d'un arbre buidat) que acostumen a ser anomenades piragües i caiucs, o les de buc tancat, habitualment construïdes amb pell, com els caiacs de l'Àrtida. Les protoembarcacions més antigues (d'uns 10.000 anys) descobertes a les excavacions arqueològiques van ser caiucs tallats amb eines de pedra a partir de troncs d'arbres resinosos.
La paraula canoa és indígena americana i ja fou usada per Colom i Pere Màrtir d'Angleria. Les canoes, piragües i caiucs de l’època del descobriment i conquesta d’Amèrica, eren embarcacions monòxiles fabricades a partir de troncs d’arbres.

## Història
De l'arahuaco-taíno "caná-oua", compost amb canaa (cavar, buida) i ueé (arbre) que significa vaixell d'un pal.

### Caiucs

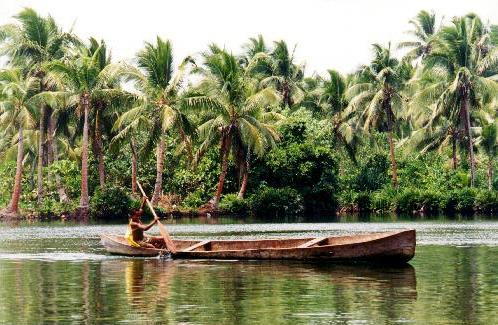
Caiuc de tipus piragua a les Illes Salomó

Molts pobles van fer canoes, tallant una sola peça de fusta; ja sigui un tronc complet, o un tauló de tronc d'arbres particularment grans.
Construïda entre 8200 i 7600 aC, i trobada als Països Baixos, la canoa Pesse pot ser la canoa més antiga coneguda. Les excavacions a Dinamarca revelen l'ús de piragües i rems durant el període de la cultura ertebol·liana (c. 5300–3950 a. C.).
Una de les canoes més antigues del món és la canoa Dufuna a Nigèria. És el vaixell més antic descobert a Àfrica i, segons diverses versions, el segon o el tercer més antic conegut a tot el món. La canoa es troba actualment a Damaturu, la capital de l'Estat de Yobe.
Les canoes també han jugat un paper vital en la colonització del Carib precolombí, ja que representaven l'única possibilitat d'arribar a les illes del Carib des de la part continental d'Amèrica del Sud. Al voltant de 3500 a. C., antics grups amerindis van colonitzar les primeres illes del Carib utilitzant canoes d'un sol casc. Només s'han trobat unes quantes canoes caribenyes precolombines. Hi ha diverses famílies d'arbres que es podrien haver utilitzat per construir canoes caribenyes. Aquests inclouen fustes de la família caoba (Meliaceae) com la caoba cubana (Swietenia mahagoni), que pot assolir alçades de 30 a 35 m i el cedre vermell (Cedrela odorata), que pot assolir els 60 m d'alçada, així com el gènere ceiba (Malvacae), com Ceiba pentandra, que pot créixer fins a 60-70 m d'alçada. És probable que aquestes canoes fossin construïdes en una varietat de mides. Des de canoes de pesca, amb capacitat per a una o unes poques persones, fins a canoes més grans capaces de transportar fins a unes poques dotzenes de persones que podrien haver-se utilitzat per arribar a les illes del Carib des del continent. Els informes de cròniques històriques afirmen haver presenciat una canoa "que contenia de 40 a 50 Caribes […] quan va sortir a comerciar amb un vaixell anglès visitant". Encara hi ha molta controvèrsia sobre l'ús de vel·les a les canoes del Carib. Alguns arqueòlegs dubten que el transport oceànic hagués estat possible sense l'ús de vel·les, ja que els vents i els corrents haurien desviat les canoes. Tot i això, no s'han trobat proves d'una vela o una canoa caribenya que pogués haver fet ús d'una vela. A més, cap font històrica esmenta canoes caribenyes amb vel·les. Una possibilitat podria ser que les canoes amb vel·les s'usessin inicialment al Carib però després s'abandonessin abans del contacte europeu. No obstant això, això sembla poc probable, ja que el comerç a llarga distància va continuar al Carib fins i tot després de la colonització prehistòrica de les illes. Per tant, és probable que els primers colons del Carib fessin ús de canoes sense vel·les.
Els grups de nadius americans de la costa nord del Pacífic van fabricar canoes en diversos estils per a diferents propòsits, de cedre vermell occidental (Thuja plicata) o cedre groc (Chamaecyparis nootkatensis), segons disponibilitat. Es requerien diferents estils per als vaixells d'alta mar enfront dels vaixells fluvials, i per a la caça de balenes enfront de la caça de foques enfront de la pesca de salmons. Els Quinault de l'Estat de Washington van construir canoes de punta de pala, amb arcs dobles, per viatjar pel riu que podien lliscar sobre un embús de troncs sense necessitat de ser transportat. Els Kootenai de la província de Columbia Britànica van fabricar canoes amb punta d'esturió d'escorça de pi, dissenyades per ser estables en condicions de vent en el llac Kootenay. En els últims anys, les Primeres Nacions a la Colúmbia Britànica i l'Estat de Washington han estat revitalitzant la tradició de les canoes oceàniques. A partir de la dècada de 1980, els Heiltsuk i els Haida van ser els primers líders d'aquest moviment. El rem a l'Expo 86 a Vancouver pels Heiltsuk, i el rem de 1989 a Seattle van ser exemples primerencs d'això. En 1993, un gran nombre de canoes van remar de dalt a baix de la costa fins a Bella Bella en el seu primer festival de canoes – 'Qatuwas. La revitalització va continuar, i els viatges tribals van començar amb viatges a diverses comunitats realitzats la majoria dels anys.
Els aborígens australians van fer canoes amb troncs d'arbres buits, així com amb l'escorça dels arbres. Els indígenes de l'Amazones comunament feien servir arbres Hymenaea (Fabaceae).

### Canoes d'escorça

#### Austràlia
Alguns aborígens australians van fer canoes d'escorça. Solament es podien fer amb l'escorça de certs arbres (generalment goma vermella o goma de caixa) i durant l'estiu. Després de tallar el contorn de la mida i la forma requerits, es va fer servir un pal d'excavació per tallar l'escorça fins a la fusta dura, i després es va extreure l'escorça lentament amb nombrosos pals més petits. La llosa d'escorça es mantenia al seu lloc amb branques o cordes teixides a mà i, després de separar-la de l'arbre, baixava a terra i s'encenien petits focs a l'interior de l'escorça. Això faria que l'escorça s'assequés i s'enrosqués cap amunt, després d'això els extrems podrien ajuntar-se i cosir-se amb cànem i tapar-se amb fang. Després es va deixar madurar, amb freqüents aplicacions de greix animal i ocre. L'arbre restant més tard va ser sobrenomenat un arbre de canoa pels europeus. A causa de la porositat de l'escorça, no duraven gaire (al voltant de dos anys), i es feien servir principalment per pescar o creuar rius o llacs en lloc de viatges llargs. En general, es propulsaven picant de peus amb un pal llarg. Un altre tipus de canoa d'escorça estava feta d'un tipus de goma de stringybark coneguda com a Messmate stringybark (Eucalyptus obliqua), on l'escorça estava prisada i lligada a cada extrem, amb un marc de travessers i costelles. Aquest tipus es coneixia com a canoa d'escorça prisada o lligada. També es poden cosir tires d'escorça per fer canoes més grans, conegudes com a canoes d'escorça cosida.

## Disseny i construcció

### Materials

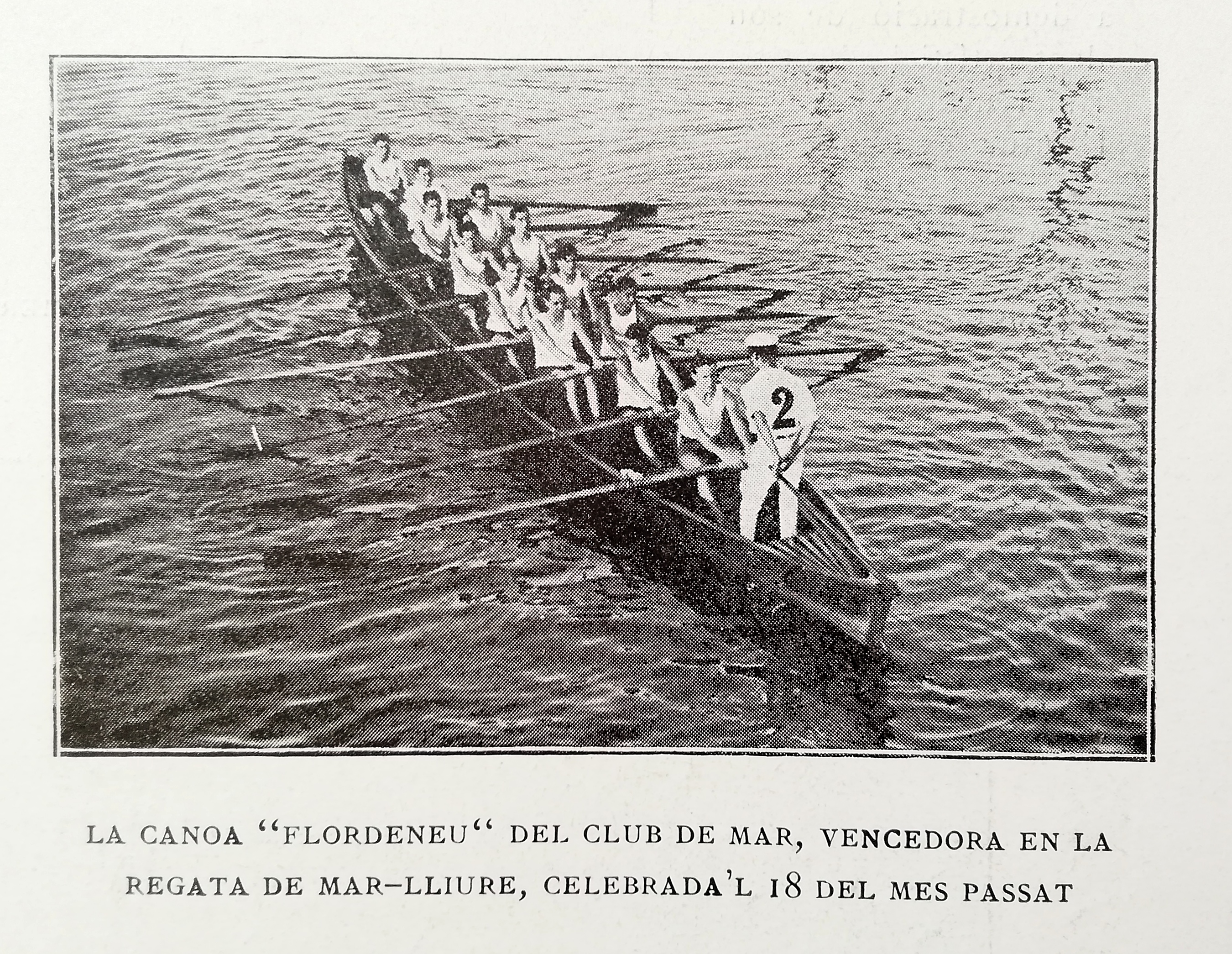
Una canoa anomenada "Flordeneu", l'any 1917, dins la revista Ilustració Catalana

- Una canoa anomenada "Flordeneu", l'any 1917, dins la revista Ilustració Catalana Algunes canoes primitives eren construïdes amb fusta, molts cops mitjançant troncs d'arbre perforats. Aquesta tecnologia encara es practica en certes parts del món, especialment per indigenes d'Amèrica.
- Les canoes de fusta modernes estan construïdes peculiarment amb costelles de fusta per fusters artesans. Aquestes poden ser molt funcionals, lleugeres i resistents.
- Els amerindis utilitzaven escorça de bedoll i una barreja de quitrà i saba d'arbre a Nord-amèrica, que acabà convertint-se en la forma estàndard de transportar viatgers del comerç de pells.
- Les canoes de fusta i lona es fabriquen assegurant una "pell" (folre) externa de lona a una carcassa de fusta. L'ús de lona per aquest propòsit fou inventat per la unió d'escoltistes durant la Guerra Civil dels Estats Units.
- Les canoes d'alumini van ser popularitzades per la companyia Grunman el 1944, quan la demanda d'aeroplans per a la Segona Guerra Mundial començà a decaure. L'alumini va permetre la construcció d'unitats més lleugeres i resistents que amb la tecnologia de llavors.

Però, l'alumini és més dens que l'aigua, per tant una canoa que volqui s'enfonsarà llevat que els dos extrems estiguin farcits de material de flotació.
- El Royalex és un material compost modern que permet obtenir un casc extremadament flexible i durador. Les canoes de Royalex són conegudes per recuperar la seva forma després d'haver estat enrotllades al voltant d'un arbre amb, tan sols, distorsions menors.
- La fibra de vidre i el Kevlar també s'utilitzen per la construcció de canoes.
- Durany anys foren populars les canoes de paper.[27][28]

Depenent de l'ús de la canoa, cada tipus té els seus avantatges. Per exemple: una canoa de lona és més fràgil que una d'alumini, per tant és menys apropiada per utilitzar-se en aigües tèrboles. Però és més silenciosa i, per tant, millor per observar la fauna silvestre. Però, les fetes amb materials naturals necessiten manteniment freqüent i són molt vulnerables.

### Consideracions en el disseny del casc
Les canoes amb fons rodó tenen escassa resistència a petits graus d'inclinació, però són difícils de voltejar (és a dir, la seva estabilitat inicial és pobre, però la seva estabilitat final és bona). Una canoa de fons pla té una estabilitat excel·lent, però si s'inclina fins a cert punt, es torna inestable i es voltejarà. Els dissenys de fons rodó són capaços de passar per sobre d'obstacles més fàcilment, degut a una menor àrea de contacte amb l'obstacle, tot i que tenen millor calat nàutic.
Les quilles en les canoes incrementen l'habilitat de seguir en línia recta amb el vent en popa, però disminueixen l'habilitat per virar ràpidament per evitar un obstacle. Les canoes amb fons en forma de "V" tenen una sortint integrada en el casc, similar a una quilla, fent que incrementi l'estabilitat inicial. Les quilles tenen beneficis quan es navega a mar obert amb vent en popa, però l'augment en calat associat amb això no és desitjable en la navegació en aigua dolça.
Realment, les quilles no ajuden a les canoes a navegar en línia recte. Les canoes són embarcacions de dislocació. Els seus cascos, movent-se per l'aigua, són encara més grans que les quilles, i tenen un efecte més considerable en la trajectòria d'una canoa a través de l'aigua. En les canoes d'alumini, les quilles són artefactes de manufactura, on les dues meitats del casc estan unides. En canoes de fusta i lona, les quilles són tires que protegeixen al bot de les roques i en ser estirades en la costa. Les canoes de plàstic presenten quilles per endurir al casc, permetent a l'armadura tubular interna ser empesa amb la sola de la canoa. La forma del casc, particularment el grau de proa i popa, determinen com de bé (o no) una canoa segueix el curs.
Les canoes amb punta rodona són fàcils de maniobrar. Les canoes punxegudes són una mica resistents de virar i tenen més habilitat per seguir un curs. Les puntes altes no tenen cap altre propòsit que el d'atrapar el vent.
Els cascos de les canoes són, usualment, obertes en la part de dalt. Tot i això, les canoes d'eslàlom són tencades amb una faldilla d'aerosol, com molts caiacs i surf skis.

### Dissenys tradicionals pel món
Les primeres canoes, en moltes parts del món, varen ser canoes atrinxerades, formades per troncs buits.
A les illes de l'Oceà Pacífic, les canoes atrinxerades tenen màstils laterals per incrementar l'estabilitat a l'oceà. Aquestes canoes poden ser molt grans i, en algun moment, van ser utilitzades per viatges de llargues distàncies.
A Hawaii, les canoes són, tradicionalment, manufacturades amb troncs d'acàcia koa. Típicament porten a una tripulació de sis persones; un navilier i cinc paladors.
A les regions temperades de l'Amèrica del Nord, les canoes són, tradicionalment, fabricades amb una carcassa de fusta d'escorça de bedoll amb resina per fer-les resistents a l'aigua.

### Parts d'una canoa
1.Proa
2.Popa
3. Casc
4 Seients.
5. Màstil horitzontal pròxim a la part superior del casc
6. Regala (la part superior de la vora del casc)
7. Compartiments que contenen escuma de bloqueig (per prevenir que la canoa volteji)